# 矢島純一
矢島 純一（やじま じゅんいち、1945年〈昭和20年〉8月14日 - ）は、日本のプロボウラー。用品契約はアメリカンボウリングサービス（ABS）。株式会社LTB所属。インストラクター資格は「Master」。永久シード権者。
血液型はB型。愛称は「ビッグ・ジュン」。

## 来歴
東京都出身。1967年（昭和42年）、日本プロボウリング協会（JPBA）設立と同時に、第一期創設メンバー19名の一人となる。長年に渡り、オークラボウルチェーン（母体は大蔵映画）に所属していたが、2012年3月をもって契約解消。その後、しばらくフリーであったが、同年6月21日付で田町ハイレーン専属となる。しかし2015年3月に田町ハイレーンの閉鎖に伴い、中野サンプラザボウルに所属するも、2023年7月2日に中野サンプラザが建物の老朽化のために閉館。現在、株式会社LTBと所属契約を結んでいる。
2016年6月、ITRCスーパーシニアクラシックを制覇し、日本人初のPBA（全米プロボウラーズ協会）タイトルホルダーとなった。日本プロボウリング殿堂2017年度表彰。2022年にプロ入り55周年を迎え、記念のユニフォームが限定発売された。現在もJPBA公認トーナメントに出場し、現役プロボウラーとして活躍している。
獲得タイトルは、全日本プロボウリング選手権大会（優勝4回）、東日本プロ選手権（優勝2回）をはじめ、国内のJPBA公認トーナメントにおいて、通算優勝41回の男子プロ最多記録を持つ。公認パーフェクトは28回、800シリーズは8回である。通算獲得賞金は1億2000万円を超え、男子プロでは3位。
交友関係は広く、石原裕次郎、フランク永井、三橋美智也、水原弘、坂本九と交流を持っていた。学生時代にボウリングを嗜んでいた桑田佳祐の還暦祝いにマイボールをプレゼントしており、それがきっかけで桑田のボウリング熱を再燃させるまでに至っている。